# Кабанес (Тарн)
Кабане́с (фр. Cabanès, окс. Cabanés) — коммуна во Франции, находится в регионе Юг — Пиренеи. Департамент — Тарн. Входит в состав кантона Плен-де-л’Агу. Округ коммуны — Кастр.
Код INSEE коммуны — 81044.

## География

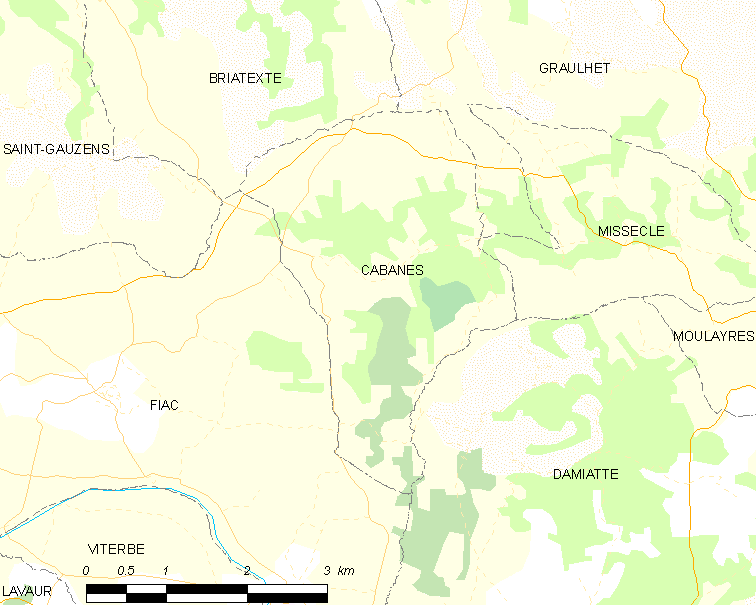
Карта коммуны

Коммуна расположена приблизительно в 570 км к югу от Парижа, в 45 км восточнее Тулузы, в 28 км к юго-западу от Альби.

## Климат
Климат умеренно-океанический. Зима мягкая и дождливая, лето жаркое с частыми грозами. Ветры довольно редки.

## Население
Население коммуны на 2010 год составляло 223 человека.
| 1962 | 1968 | 1975 | 1982 | 1990 | 1999 | 2010 |
| ---- | ---- | ---- | ---- | ---- | ---- | ---- |
| 193  | 175  | 153  | 161  | 182  | 155  | 223  |

## Администрация
| Период | Период | Фамилия      | Партия | Примечания |
| ------ | ------ | ------------ | ------ | ---------- |
| 2001   | 2008   | Мишель Комбе |        |            |
| 2008   | 2014   | Колет Блаж   |        |            |
| 2014   | 2020   | Дени Комбе   |        |            |

## Экономика
В 2007 году среди 117 человек в трудоспособном возрасте (15—64 лет) 89 были экономически активными, 28 — неактивными (показатель активности — 76,1 %, в 1999 году было 69,4 %). Из 89 активных работали 84 человека (43 мужчины и 41 женщина), безработных было 5 (2 мужчин и 3 женщины). Среди 28 неактивных 9 человек были учениками или студентами, 11 — пенсионерами, 8 были неактивными по другим причинам.